# Solarpark Meuro
Solarpark Meuro –  фотоэлектрическая станция общей мощностью 166 МВт. Является крупнейшей в Германии. Находится в коммуне Шипкау, земля Бранденбург. Построена на участке бывшего угольного карьера .
Для производства электричества электростанция использует кристаллические фотоэлектрические модули, произведенные канадской компанией Canadian Solar. Строительство осуществлено компаниями Saferay и GP JOULE. Строительные работы начались в 2011 году. Электростанция полностью введена в эксплуатацию в 2013 году.
Solarpark Meuro получила вознаграждение POWER-GEN International в качестве проекта года 2012 .